# International Studies Conference
Die International Studies Conference (kurz ISC) war eine lose Vereinigung, die u. a. Fragestellungen des internationalen Studierens und der internationalen Beziehungen auf jährlichen Konferenzen bearbeitete. Sie wurde 1928 etabliert und 1954 aufgegeben.

## Geschichte
Die ISC wurde 1928 unter der Schirmherrschaft der Völkerbund-Organisation International Institute of Intellectual Cooperation eingeführt und veranstaltete seitdem bis 1939 sowie 1946, 1949 und 1950 jährliche Tagungen an verschiedenen Orten in Europa. Sie war eine lose Vereinigung verschiedener nationaler Komitees wie auf britischer Seite dem British Coordinating Committee on International Studies (BCCIS). Während 1928 nur 7 Länder beteiligt waren, waren dies 1937 bereits 17. Dabei kümmerte sich die ISC neben aktuellen Themen u. a. darum, zu definieren, was das für die damalige Zeit neue Thema „Internationales Studieren und internationale Beziehungen“ überhaupt bedeutet. 1950 fand die letzte Konferenz statt, 1954 wurden die ISC aufgegeben, da die UNESCO die neu etablierte International Political Science Association bevorzugte.

## Konferenzen
Quelle: Barry Buzan
- 1928: Berlin
- 1929: London
- 1930: Paris
- 1931: Kopenhagen
- 1932: Mailand
- 1933: London
- 1934: Paris
- 1935: London
- 1936: Madrid
- 1937: Paris
- 1938: Prag
- 1939: Bergen
- 1946: Ort unbekannt
- 1949: Ort unbekannt
- 1950: Ort unbekannt